# Bouillie de pois
La bouillie de pois (en anglais pease pudding), également appelée purée de pois, est un pudding salé composé de légumineuses bouillies, (généralement des pois cassés jaunes), d'eau, de sel et d'épices. On la prépare souvent avec du lard ou du jambon. Plat répandu dans le nord-est de l'Angleterre, elle se consomme aussi, dans une moindre mesure, dans le reste de la Grande-Bretagne ainsi qu'à Terre-Neuve, au Canada,.

## Le plat
La bouillie de pois est généralement épaisse, sa texture étant semblable à celle de l'houmous bien qu'un peu plus solide. Elle est de couleur jaune pâle et son goût est doux. La bouillie de pois est traditionnellement produite en Angleterre, en particulier dans les régions industrielles du Nord-Est. Elle est souvent servie avec du jambon, du lard, de la betterave ou des stottie cakes. C'est aussi un ingrédient clé du saveloy dip, un sandwich garni d'une saucisse saveloy (semblable au cervelas) et de bouillie de pois, qu'on trempe ensuite dans une sauce au jus de viande. Dans le sud de l'Angleterre, on la sert généralement avec des boulettes de viande (faggots). Toujours dans le sud de l'Angleterre, le petit village de Pease Pottage devrait son nom au plat en question. La tradition raconte qu'on y servait de la bouillie de pois aux prisonniers en route pour la côte sud depuis Londres, ou bien pour Horsham depuis East Grinstead.
Le peasemeal brose ou brosemeal est un porridge écossais à base de farine de pois traditionnellement consommé au petit déjeuner, dans le nord de l'Écosse. Là-bas, il est préparé à l'ancienne et souvent accompagné de beurre, puis de sel ou de miel. Dans certaines parties des Midlands, il remplace la purée de petits pois comme accompagnement traditionnel du fish and chips (« poisson-frites »). On pense même qu'il s'agissait en réalité de l'accompagnement originel, par la suite remplacé par les mushy peas (sorte de purée de petits pois) par méconnaissance ou manque de disponibilité du plat.

## Variétés régionales
Ce plat fait partie du traditionnel souper Jiggs de Terre-Neuve, au Canada.
Dans les pays germanophones, la bouillie de pois est désignée sous le nom de Erbspüree ou Erbsenpüree. Entre autres appellations régionales, on trouve Erbsbrei et Erbsmus. Elle est particulièrement présente dans la cuisine traditionnelle de la capitale allemande, Berlin. Le plat allemand qui l'accompagne le plus souvent est l'Eisbein.
Dans la cuisine de Pékin, le wandouhuang (豌豆黄) est une bouillie de pois sucrée et froide à base de pois cassés jaunes ou de haricots mungo écossés, parfois parfumée avec des fleurs d'olivier odorant et des dattes. Cette collation, dans sa version plus raffinée, aurait fait partie des plats préférés de l'impératrice douairière Cixi.
Dans la cuisine grecque, le fava (Φάβα) est un mets similaire. En dépit de son nom, il se prépare habituellement avec des pois cassés jaunes et non des fèves. Les pois réduits en purée sont généralement arrosés d'un filet d'huile d'olive puis recouverts d'oignon haché cru.

## Recette
Typiquement, la recette de la bouillie de pois impose de faire tremper des pois cassés jaunes dans du bouillon (traditionnellement, du bouillon de jarret de porc) puis de les cuire pendant quarante minutes environ. La purée qui en résulte est ensuite mélangée à d'autres ingrédients, lesquels dépendent de la recette utilisée. La plus ancienne recette de bouillie de pois dont on ait retrouvé trace écrite préconise d'ajouter du safran, de la noix de muscade et un peu de cannelle lors du mélange,. Selon d'autres recettes plus modernes, on peut aussi, à ce stade, incorporer un œuf en le battant dans la bouillie, où il servira de liant supplémentaire.

## Dans la culture populaire
La comptine Pease Porridge Hot fait allusion à la bouillie de pois.
Une partie de la chanson Food, Glorious Food de la comédie musicale des années 1960 Oliver!, représentée au West End puis à Broadway, vante la bouillie de pois.
Dans La Princesse et le Gobelin, Curdie emporte comme provisions du pain et de la bouillie de pois alors qu'il part espionner la maison du roi.
Dans le premier épisode de la deuxième série de Mortimer & Whitehouse: Gone Fishing, Bob ouvre une conserve de bouillie de pois pour accompagner une salade d'agneau et un pain pita pendant qu'il pêche sur l'Usk, au pays de Galles.